# ترلباتن
ترلباتن (به اسپانیایی: Torrelobatón) یک شهرستان در اسپانیا است که در استان وایادولید واقع شده‌است.